# Caryatis hersilia
Caryatis hersilia là một loài bướm đêm thuộc phân họ Arctiinae, họ Erebidae.